# Долен (Смолянская область)
Долен (болг. Долен) — село в Болгарии. Находится в Смолянской области, входит в общину Златоград. Население составляет 1228 человек.

## Политическая ситуация
В местном кметстве Долен, в состав которого входит Долен, должность кмета (старосты) исполняет Валентин Митков Караасенов (Граждане за европейское развитие Болгарии (ГЕРБ)) по результатам выборов.
Кмет (мэр) общины Златоград — Мирослав Митков Янчев (Граждане за европейское развитие Болгарии (ГЕРБ)) по результатам выборов 2007 и 2011 годов в правление общины.